# گمشادآباد
گمشادآباد ، روستایی از توابع بخش سرباز شهرستان سرباز در استان سیستان و بلوچستان ایران است.

## جمعیت
این روستا در دهستان نسکند قرار دارد و براساس سرشماری مرکز آمار ایران در سال ۱۳۸۵، جمعیت آن ۵۶ نفر (۱۱خانوار) بوده‌است.